# Дозе-Рибейраш
Дозе-Рибейраш (порт. Doze Ribeiras)  —  район (фрегезия) в Португалии,  входит в округ Азорские острова. Расположен на острове Терсейра. Является составной частью муниципалитета  Ангра-ду-Эроижму. Население составляет 513 человек на 2011 год. Занимает площадь 10,41 км².
Покровителем района считается Георгий Победоносец (порт. São Jorge).
Фрегезия значительно пострадала 1 января 1980 года от землетрясения, когда в ней было разрушено 99% домов.